# Гумманов, Аннагельды Дурмушевич
Аннагельды Дурмушевич Гумманов (туркм. Annageldi Gummanow, род. 1967, Челекен, Туркменская ССР) — туркменский государственный и военный деятель.

## Биография

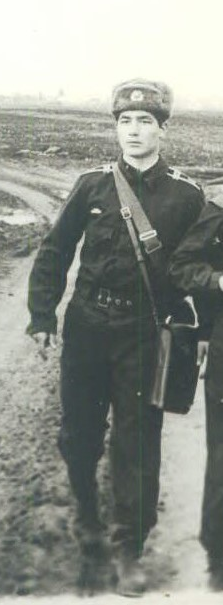
Командир отделения младший сержант Гумманов Аннагельды Дурмушевич в годы обучения в военном училище.

Родился в 1967 году в городе Челекен Туркменской ССР.
Образование высшее. В 1988 году окончил Свердловское высшее военно-политическое танково-артиллерийское училище, по специальности — тактика танковых войск.
В 2000—2001 годах проходил обучение в Пакистанской военной академии.
Трудовую деятельность начал в 1988 году секретарем комитета комсомола дивизиона бригады Туркестанского военного округа, помощником начальника отдела по комсомольской работе бригады. Далее работал заместителем командира дивизиона бригады Туркестанского военного округа по работе с личным составом, начальником отдела вневойсковой и допризывной подготовки Министерства обороны Туркменистана, начальником отдела подготовки специалистов по военно-технической подготовке и техническим видам спорта Министерства обороны Туркменистана, проректором Военного института Министерства обороны Туркменистана, первым заместителем командующего Государственной пограничной службой Туркменистана, начальником Главного штаба Государственной пограничной службы Туркменистана.
- 29.09.2003 — 28.11.2003 — начальник Государственной пограничной службы Туркменистана, командующий пограничными войсками Туркменистана.

- 28.11.2003 — 09.12.2004 — министр национальной безопасности Туркменистана.

- С 09.12.2004 — 1-й заместитель министра иностранных дел Туркменистана (в ранге министра).

Следующее назначение А. Гумманов получил в феврале 2007 года в звании майора запаса. При каких обстоятельствах А. Гумманов был уволен из Министерства иностранных дел и понижен в воинском звании, неизвестно. Распространенные слухи о его аресте в марте 2005 года достоверно не подтверждены.
- C 26.02.2007 — проректор по строевой и воспитательной работе Военной академии Туркменистана имени Великого Сапармурата Туркменбаши.

Информация о дальнейшей карьере А. Гумманова не публиковалось.

## Награды и звания
- медаль «Эдерменлик»
- медаль «За любовь к Отечеству»

### Воинские звания
- генерал-майор (14.10.2003)
- генерал-лейтенант (23.10.2004)
- майор запаса (по состоянию на 26.02.2007)